# Klass I i ishockey 1940/1941
Klass I i ishockey 1940/1941 var den fjortonde och sista säsongen av Klass I som näst högsta serien inom ishockeyn i Sverige. Till denna säsong hade man infört ett nytt sätt att spela serien. Först möttes alla lag en gång och sedan delades lagen in i två grupper kallade över respektive under halvan. De fyra främsta lagen gick till övre halvan och de fyra sämst placerade lagen gick till den undre halvan. Därefter spelades säsongen färdigt i grupperna. De två främsta lagen i övre halvan flyttades upp till Svenska serien nästa säsong.

## Grundserien
| Nr | Lag                  | S | V | O | F | GM | IM | MS  | P  |
| -- | -------------------- | - | - | - | - | -- | -- | --- | -- |
| 1  | Nacka SK             | 7 | 5 | 2 | 0 | 22 | 6  | +16 | 12 |
| 2  | UoIF Matteuspojkarna | 7 | 4 | 1 | 2 | 20 | 14 | +6  | 9  |
| 3  | Reymersholms IK      | 7 | 4 | 0 | 3 | 24 | 11 | +13 | 8  |
| 4  | Södertälje IF        | 7 | 2 | 4 | 1 | 18 | 17 | +1  | 8  |
| 5  | IFK Lidingö          | 7 | 3 | 0 | 4 | 16 | 29 | −13 | 6  |
| 6  | Tranebergs IF        | 7 | 1 | 3 | 3 | 8  | 10 | −2  | 5  |
| 7  | Stockholms IF        | 7 | 2 | 1 | 4 | 13 | 24 | −11 | 5  |
| 8  | Rålambshofs IF       | 7 | 1 | 1 | 5 | 10 | 20 | −10 | 3  |

| Nr | Lag                  | S  | V | O | F | GM | IM | MS  | P  |
| -- | -------------------- | -- | - | - | - | -- | -- | --- | -- |
| 1  | Nacka SK             | 10 | 6 | 3 | 1 | 27 | 11 | +16 | 15 |
| 2  | Reymersholms IK      | 10 | 6 | 0 | 4 | 30 | 15 | +15 | 12 |
| 3  | UoIF Matteuspojkarna | 10 | 5 | 2 | 3 | 27 | 22 | +5  | 12 |
| 4  | Södertälje IF        | 10 | 3 | 4 | 3 | 23 | 24 | −1  | 10 |

| Nr | Lag            | S  | V | O | F | GM | IM | MS  | P  |
| -- | -------------- | -- | - | - | - | -- | -- | --- | -- |
| 5  | IFK Lidingö    | 10 | 5 | 0 | 5 | 23 | 31 | −8  | 10 |
| 6  | Tranebergs IF  | 10 | 2 | 4 | 4 | 11 | 13 | −2  | 8  |
| 7  | Stockholms IF  | 10 | 3 | 1 | 6 | 19 | 34 | −15 | 7  |
| 8  | Rålambshofs IF | 10 | 2 | 2 | 6 | 15 | 25 | −10 | 6  |